# Nyctibora bicolor
Nyctibora bicolor es una especie de cucaracha del género Nyctibora, familia Ectobiidae. Fue descrita científicamente por Rocha e Silva en 1957.
Habita en Brasil.